# Listă de localități din Finlanda

## Localități cu populație de peste 500.000 de locuitori
- Helsinki / Helsingfors 565.186

## 100.000-500.000
- Espoo 231.704
- Tampere / Tammerfors 204.337
- Turku /Åbo 174.868
- Vantaa / Vanda 187.281
- Oulu 130.459 (2007)

## 50.000-100.000
- Lahti / Lahtis 98.413
- Kuopio 90.726
- Jyväskylä 84.434
- Pori / Björneborg 76.144
- Lappeenranta / Villmanstrand 59.073
- Joensuu 57.858
- Rovaniemi 57.835
- Vaasa / Vasa 57.241
- Kotka 54.838

## 10.000-50.000
- Hämeenlinna (Tavastehus)
- Porvoo (Borgå) 46.982
- Mikkeli (S:t Michel) 46.514
- Hyvinkää (Hyvinge) 43.848
- Kajaani (Kajana) 38.657
- Järvenpää (Träskända) 37.505
- Nurmijärvi 37.391
- Rauma (Raumo) 36.589
- Lohja (Lojo) 36.585
- Seinäjoki 36.409
- Kokkola (Karleby) 36.267
- Tuusula (Tusby) 34.890
- Jyväskylän mlk (Jyväskylä lk) 34.774
- Kirkkonummi (Kyrkslätt) 33.581
- Kerava (Kervo) 31.544
- Kouvola 31.054
- Imatra 29.529
- Nokia 29.147
- Savonlinna (Nyslott) 27.239
- Riihimäki 27.069
- Kangasala 26.807
- Vihti (Vichtis) 25.935
- Salo 25.201
- Varkaus 23.946
- Raisio (Reso) 23.799
- Ylöjärvi 23.035
- Kemi 22.831
- Iisalmi (Idensalmi) 22.482
- Raahe (Brahestad) 22.408
- Tornio (Torneå) 22.297
- Hamina (Fredrikshamn) 21.957
- Kaarina (St. Karins) 21.943
- Hollola 21.199
- Heinola 20.729
- Valkeakoski 20.408
- Siilinjärvi 20.271
- Kuusankoski 20.247
- Jakobstad (Pietarsaari) 19.521
- Sipoo (Sibbo) 18.719
- Lempäälä 18.248
- Mäntsälä 18.226
- Forssa 17.918
- Haukipudas 17.409
- Korsholm (Mustasaari) 17.369
- Laukaa 17.193
- Kuusamo 17.113
- Anjalankoski 16.930
- Uusikaupunki (Nystad) 16.198
- Janakkala 15.871
- Vammala 15.228
- Jämsä 15.164
- Lieto (Lundo) 15.103
- Pirkkala (Birkala) 14.875
- Nastola 14.790
- Orimattila 14.614
- Ekenäs (Tammisaari) 14.566
- Kempele 14.475
- Kauhajoki 14.465
- Lapua (Lappo) 14.081
- Naantali (Nådendal) 13.960
- Ulvila (Ulvsby) 13.803
- Lieksa 13.722
- Äänekoski 13.668
- Ylivieska 13.482
- Loimaa 13.098
- Kontiolahti 12.768
- Kankaanpää 12.618
- Pieksämäki 12.363
- Kiiminki 12.108
- Parainen (Pargas) 12.063
- Nurmo 11.968
- Liperi 11.750
- Ilmajoki 11.496
- Valkeala 11.419
- Keuruu 11.180
- Leppävirta 10.967
- Nivala 10.889
- Joutseno 10.849
- Mariehamn (Maarianhamina) 10.780
- Sotkamo 10.713
- Pedersören kunta (Pedersöre) 10.566
- Kurikka 10.533
- Kuhmo 10.271
- Hämeenkyrö (Tavastkyro) 10.186
- Suomussalmi 10.071
- Saarijärvi 10.041

## 5.000-10.000
- Paimio (Pemar) 9.876
- Hanko (Hangö) 9.827
- Kitee 9.795
- Kiuruvesi 9.745
- Alavus 9.631
- Somero 9.606
- Halikko 9.593
- Närpes (Närpiö) 9.463
- Eura 9.449
- Pudasjärvi 9.380
- Hattula 9.332
- Oulunsalo 9.319
- Kemijärvi 9.293
- Sodankylä 9.216
- Kalajoki 9.198
- Nurmes 9.151
- Huittinen 9.064
- Alajärvi 8.980
- Karis (Karjaa) 8.956
- Orivesi 8.929
- Keminmaa 8.926
- Karkkila (Högfors) 8 807
- Muurame 8.672
- Jalasjärvi 8.631
- Pieksänmaa 8.603
- Laitila 8.569
- Asikkala 8.560
- Kauniainen (Grankulla) 8.457
- Hausjärvi 8.419
- Kokemäki (Kumo) 8.365
- Toijala 8.348
- Elimäki 8.346
- Muhos 8.240
- Oulainen 8.101
- Kauhava 8.026
- Loppi 7.964
- Haapajärvi 7.882
- Virrat (Virdois) 7.851
- Suonenjoki 7.766
- Outokumpu 7.758
- Haapavesi 7.680
- Harjavalta 7.673
- Pyhäselkä 7.670
- Kristinestad (Kristiinankaupunki) 7.662
- Laihia (Laihela) 7.564
- Ikaalinen (Ikalis) 7.547
- Lapinlahti 7.513
- Jämsänkoski 7.490
- Liminka (Limingo) 7.484
- Viitasaari 7.458
- Loviisa (Lovisa) 7.381
- Nykarleby (Uusikaarlepyy) 7.375
- Juva 7.369
- Parkano 7.340
- Iitti 7.265
- Inari (Enare) 7.043
- Piikkiö (Pikis) 7.024
- Ähtäri (Etseri) 6.885
- Ii 6.867
- Mäntyharju 6.862
- Kronoby (Kruunupyy) 6.800
- Eno 6.764
- Nilsiä 6.595
- Mänttä 6.525
- Tammela 6.505
- Ilomantsi (Ilomants) 6.422
- Mynämäki 6.342
- Pyhäjärvi 6.271
- Kangasniemi 6.251
- Pöytyä 6.232
- Parikkala 6.227
- Teuva (Östermark) 6.220
- Noormarkku (Norrmark) 6.116
- Juuka 6.034
- Masku 6.031
- Nummi-Pusula 6.002
- Perniö (Bjärnå) 5.999
- Kannus 5.937
- Kerimäki 5.922
- Ruokolahti 5.897
- Kittilä 5.840
- Eurajoki (Euraåminne) 5.834
- Nakkila 5.832
- Jokioinen (Jockis) 5.754
- Tyrnävä 5.732
- Joroinen (Jorois) 5.619
- Lammi 5.612
- Hankasalmi 5.588
- Ylistaro 5.588
- Juankoski 5.583
- Urjala 5.565
- Maalahti (Malax) 5.542
- Pielavesi 5.482
- Vilppula 5.457
- Tohmajärvi 5.446
- Viiala 5.441
- Siuntio (Sjundeå) 5.422
- Ruovesi 5.398
- Suolahti 5.364
- Inkoo (Ingå) 5.310
- Luumäki 5.297
- Sievi 5.192
- Ylitornio (Övertorneå) 5.184
- Pyhtää (Pyttis) 5.138
- Ristiina 5.104
- Isokyrö (Storkyro) 5.044
- Polvijärvi 5.008

## 2.500-5000
- Korpilahti 4.997
- Kärkölä 4.974
- Äetsä 4 .955
- Sonkajärvi 4.951
- Säkylä 4.937
- Pihtipudas 4.917
- Taipalsaari 4.895
- Pohja (Pojo) 4.874
- Alahärmä 4.817
- Karstula 4.801
- Pornainen (Borgnäs) 4.760
- Taivalkoski 4.728
- Ranua 4.715
- Sysmä 4.655
- Vähäkyrö (Lillkyro) 4.648
- Salla 4.571
- Askola 4.555
- Nousiainen (Nousis) 4.518
- Jurva 4.486
- Kälviä (Kelviå) 4.483
- Ruukki 4.479
- Pello 4.477
- Pälkäne 4.456
- Larsmo (Luoto) 4.393
- Rantasalmi 4.371
- Kaustinen (Kaustby) 4.348
- Heinävesi 4.311
- Rautjärvi 4.273
- Posio 4.247
- Kuortane 4.185
- Paltamo 4.183
- Savitaipale 4.126
- Vieremä 4.125
- Punkaharju 4.073
- Joutsa 4.058
- Hauho 3.947
- Pernaja (Pernå) 3.925
- Pertteli 3.903
- Vesilahti 3.831
- Kolari 3.828
- Maaninka 3.781
- Rusko 3.781
- Vaala 3.718
- Petäjävesi 3.703
- Aura 3.699
- Tervola 3.679
- Rautalampi 3.678
- Hartola 3.671
- Lappajärvi 3.670
- Toholampi 3.667
- Virolahti 3.641
- Padasjoki 3.639
- Simo 3.621
- Jomala 3.614
- Kaavi 3.596
- Veteli (Vetil) 3.593
- Merikarvia (Sastmola) 3.582
- Karttula 3.523
- Vörå (Vöyri) 3.513
- Pyhäjoki 3.478
- Kalvola 3.461
- Punkalaidun 3.450
- Vimpeli 3.414
- Puolanka 3.408
- Dragsfjärd 3.365
- Ylikiiminki 3.359
- Kiukainen 3.358
- Vihanti 3.338
- Luvia 3.325
- Kemiö (Kimito) 3.293
- Lappi 3.267
- Töysä 3.237
- Utajärvi 3.223
- Sulkava 3.196
- Uurainen 3.137
- Lemi 3.107
- Reisjärvi 3.106
- Konnevesi 3.099
- Hyrynsalmi 3.096
- Himanka 3.084
- Varpaisjärvi 3.068
- Perho 3.044
- Kärsämäki 3.025
- Ylihärmä 3.021
- Mouhijärvi 3.014
- Tuusniemi 2.998
- Alastaro 2.977
- Köyliö (Kjulo) 2.948
- Lapinjärvi (Lappträsk) 2.937
- Sauvo (Sagu) 2.931
- Evijärvi 2.916
- Ruotsinpyhtää (Strömfors) 2.912
- Lohtaja (Lochteå) 2.882
- Alavieska 2.854
- Rääkkylä 2.838
- Karvia 2.825
- Puumala 2.807
- Kuhmoinen 2.805
- Kuru 2.761
- Keitele 2.760
- Ypäjä 2.678
- Valtimo 2.671
- Kesälahti 2.667
- Vuolijoki 2.655
- Kylmäkoski 2.633
- Soini 2.614
- Humppila 2.600
- Vesanto 2.583
- Hirvensalmi 2.579
- Isojoki (Storå) 2.552
- Pomarkku (Påmark) 2.528
- Koski Tl 2.528

## 1.000-2.500
- Vehmaa 2.464
- Finström 2.441
- Miehikkälä 2.433
- Muonio 2.418
- Luopioinen 2.405
- Kortesjärvi 2.384
- Toivakka 2.353
- Kihniö 2.353
- Renko 2.352
- Haukivuori 2.292
- Yli-Ii 2.279
- Juupajoki 2.224
- Pyhäranta 2.218
- Korsnäs 2.208
- Lavia 2.195
- Oravainen (Oravais) 2.193
- Hämeenkoski 2.191
- Jämijärvi 2.183
- Yläne 2.139
- Pertunmaa 2.102
- Rautavaara 2.090
- Viljakkala 2.080
- Marttila 2.064
- Rantsila 2.055
- Rymättylä (Rimito) 2.039
- Myrskylä (Mörskom) 2.033
- Pukkila 2.024
- Multia 2.020
- Honkajoki 2.011
- Kuivaniemi 2.001
- Enontekiö (Enontekis) 2.000
- Tarvasjoki 1.960
- Kinnula 1.933
- Lehtimäki 1.930
- Jaala 1.928
- Kisko 1.876
- Vahto 1.873
- Lumijoki 1.856
- Tervo 1.835
- Pyhäntä 1.834
- Kiikala 1.834
- Siikainen 1.800
- Kuusjoki 1.755
- Taivassalo (Tövsala) 1.742
- Saltvik 1.739
- Mietoinen 1.716
- Enonkoski 1.713
- Vampula 1.704
- Lemland 1 .695
- Längelmäki 1.673
- Karijoki (Bötom) 1.673
- Kestilä 1.664
- Kyyjärvi 1.646
- Lemu 1.635
- Pulkkila 1.632
- Kannonkoski 1.627
- Ristijärvi 1.626
- Tuulos 1.564
- Merimasku 1.544
- Artjärvi (Artsjö) 1.540
- Ylämaa 1.513
- Kaskinen (Kaskö) 1.482
- Karjalohja (Karislojo) 1.474
- Liljendal 1.465
- Muurla 1.461
- Halsua 1.441
- Nauvo (Nagu) 1.429
- Kivijärvi 1.424
- Hammarland 1.384
- Utsjoki 1.363
- Suodenniemi 1.359
- Piippola 1.337
- Oripää 1.335
- Siikajoki 1.329
- Sumiainen 1.313
- Suomusjärvi 1.309
- Savukoski 1.303
- Sammatti 1.300
- Kiikoinen 1.291
- Merijärvi 1.273
- Mellilä 1.225
- Savonranta 1.217
- Leivonmäki 1.155
- Kuhmalahti 1.120
- Pelkosenniemi 1.113
- Maksamaa (Maxmo) 1.043
- Sund 1.031
- Pylkönmäki 1.007

## 100-1.000
- Ullava 995
- Hailuoto (Karlö) 964
- Lestijärvi 955
- Askainen (Villnäs) 940
- Kustavi (Gustavs) 930
- Eckerö 925
- Korppoo (Korpo) 883
- Luhanka 881
- Suomenniemi 818
- Västanfjärd 804
- Särkisalo (Finby) 741
- Houtskari (Houtskär) 670
- Föglö 596
- Kodisjoki 525
- Brändö 519
- Geta 444
- Vårdö 426
- Lumparland 387
- Kumlinge 355
- Kökar 303
- Iniö 253
- Velkua 245
- Sottunga 127